# Тогочевце
Тогочевце (или Тогачевце) је насеље у Србији у општини Лебане у Јабланичком округу. Према попису из 2022. било је 597 становника.
Овде се налази Црква Светог Николаја Мираликијског у Тогочевцу.

## Демографија
У насељу Тогочевце живи 679 пунолетних становника, а просечна старост становништва износи 43,3 година (43,0 код мушкараца и 43,5 код жена). У насељу има 195 домаћинстава, а просечан број чланова по домаћинству је 4,25.
Ово насеље је у потпуности насељено Србима (према попису из 2002. године), а у последња три пописа, примећен је пад у броју становника.
|  |

| Демографија | Демографија | Демографија |
| Година      | Становника  | Становника  |
| ----------- | ----------- | ----------- |
| 1948.       | 966         |             |
| 1953.       | 1.014       |             |
| 1961.       | 953         |             |
| 1971.       | 955         |             |
| 1981.       | 980         |             |
| 1991.       | 925         | 902         |
| 2002.       | 828         | 870         |
| 2011.       | 698         |             |
| 2022.       | 597         |             |

| Етнички састав према попису из 2002.‍ | Етнички састав према попису из 2002.‍ | Етнички састав према попису из 2002.‍ | Етнички састав према попису из 2002.‍ | Етнички састав према попису из 2002.‍ |
| ------------------------------------ | ------------------------------------ | ------------------------------------ | ------------------------------------ | ------------------------------------ |
|                                      |                                      |                                      |                                      |                                      |
| Срби                                 | Срби                                 |                                      | 828                                  | 100,0%                               |

| Година пописа     | 1948. | 1953. | 1961. | 1971. | 1981. | 1991. | 2002. |
| ----------------- | ----- | ----- | ----- | ----- | ----- | ----- | ----- |
| Број домаћинстава | 136   | 156   | 165   | 176   | 210   | 212   | 195   |

| Број чланова      | 1  | 2  | 3  | 4  | 5  | 6  | 7  | 8 | 9 | 10 и више | Просек |
| ----------------- | -- | -- | -- | -- | -- | -- | -- | - | - | --------- | ------ |
| Број домаћинстава | 13 | 42 | 22 | 24 | 32 | 40 | 11 | 8 | 2 | 1         | 4,25   |

| Пол    | Укупно | Неожењен/Неудата | Ожењен/Удата | Удовац/Удовица | Разведен/Разведена | Непознато |
| ------ | ------ | ---------------- | ------------ | -------------- | ------------------ | --------- |
| Мушки  | 354    | 53               | 265          | 30             | 6                  | 0         |
| Женски | 344    | 31               | 266          | 43             | 4                  | 0         |
| УКУПНО | 698    | 84               | 531          | 73             | 10                 | 0         |

| Пол    | Укупно                    | Пољопривреда, лов и шумарство | Рибарство                            | Вађење руде и камена | Прерађивачка индустрија       |
| ------ | ------------------------- | ----------------------------- | ------------------------------------ | -------------------- | ----------------------------- |
| Мушки  | 239                       | 191                           | 0                                    | 0                    | 22                            |
| Женски | 152                       | 135                           | 0                                    | 0                    | 9                             |
| УКУПНО | 391                       | 326                           | 0                                    | 0                    | 31                            |
| Пол    | Производња и снабдевање   | Грађевинарство                | Трговина                             | Хотели и ресторани   | Саобраћај, складиштење и везе |
| Мушки  | 1                         | 0                             | 10                                   | 1                    | 2                             |
| Женски | 0                         | 0                             | 5                                    | 0                    | 0                             |
| УКУПНО | 1                         | 0                             | 15                                   | 1                    | 2                             |
| Пол    | Финансијско посредовање   | Некретнине                    | Државна управа и одбрана             | Образовање           | Здравствени и социјални рад   |
| Мушки  | 0                         | 0                             | 0                                    | 2                    | 2                             |
| Женски | 0                         | 0                             | 0                                    | 0                    | 1                             |
| УКУПНО | 0                         | 0                             | 0                                    | 2                    | 3                             |
| Пол    | Остале услужне активности | Приватна домаћинства          | Екстериторијалне организације и тела | Непознато            | Непознато                     |
| Мушки  | 0                         | 0                             | 0                                    | 8                    | 8                             |
| Женски | 0                         | 0                             | 0                                    | 2                    | 2                             |
| УКУПНО | 0                         | 0                             | 0                                    | 10                   | 10                            |